# Mutualité des employeurs
La Mutualité des employeurs (MDE) est un établissement public luxembourgeois qui est responsable, dans le cadre du système de sécurité sociale de protéger les employeurs contre les charges supplémentaires que représente l'obligation de la continuation du paiement des salaires des travailleurs frappés d'une incapacité de travail.

## Histoire
La Mutualité des employeurs (MDE) est créée le 1er janvier 2009 dans le cadre de la réforme du système de sécurité sociale introduisant un statut unique pour les salariés du secteur privé.

## Affiliation
L'affiliation à la MDE est obligatoire pour les employeurs du secteur privé mais est facultative pour les indépendants et les agriculteurs.